# Gagathura Mohambry Naicker
Gagathura Mohambry „Monty“ Naicker  (* 30. September 1910 in Durban; † 12. Januar 1978 ebenda) war ein südafrikanischer Politiker indischer Abstammung, der in Opposition zum Apartheidregime stand. Als führendes Mitglied des South African Indian Congress (SAIC) und des Natal Indian Congress (NIC) arbeitete er eng mit dem African National Congress (ANC) zusammen.

## Leben
Naickers Eltern waren tamilischer Abstammung. Sein Großvater war als Vertragsarbeiter aus Indien nach Natal gekommen. Sein Vater Papiah Gagathura Naicker war Bananenhändler, seine Mutter hieß Dhanalutchmee Pillay. Monty Naicker hatte mehrere jüngere Geschwister. Er besuchte das Marine College in Durban und zog 1928 nach Großbritannien, wo er ein Medizinstudium an der University of Edinburgh begann, das er 1934 mit einem Doktorgrad abschloss. Während seines Aufenthaltes in Schottland betätigte er sich im Studentenrat und wurde Mitglied der 1883 gegründeten Edinburgh Indian Association, für die er sich von 1932 bis 1934 als verantwortlicher Redakteur ihres Jahrbuchs betätigte. 1935 kehrte er nach Südafrika zurück und eröffnete eine Praxis.
Im Jahr 1935 gründete Naicker das Hindu Youth Movement, um soziale und sportliche Aktivitäten indischstämmiger Jugendlicher zu fördern. Im Folgejahr heiratete er Mariemuthu Appavu, mit der er einen Sohn und eine Tochter hatte. Sie beteiligten sich an einigen seiner politischen Aktionen. 1940 trat Naicker der Liberal Study Group bei, einer liberalen Oppositionsgruppe aller Bevölkerungsgruppen. 1944 war Naicker Mitbegründer und erster Chairman des Anti-Segregation Council, das eine politisch entschiedenere Haltung als die damaligen Repräsentanten der indischen Bevölkerungsgruppe vertrat. 1945 übernahm er den Vorsitz des Natal Indian Congress. Im Folgejahr organisierte Naicker mit Yusuf Dadoo vom Transvaal Indian Congress Aktionen des gewaltfreien Widerstandes gegen ein Gesetz der Apartheidregierung, den Asiatic Land Tenure and Indian Representation Act (auch als Ghetto Act bekannt). Am 9. März 1947 unterzeichnete Naicker mit Dadoo und dem ANC-Präsidenten Alfred Bitini Xuma den Three Doctors’ Pact, der die Zusammenarbeit des SAIC mit dem von Schwarzen geführten ANC vertraglich regelte. Kurz darauf bereiste Naicker mit Dadoo Indien und traf dort unter anderem auf Mahatma Gandhi, der ihnen seine Unterstützung zusicherte. Naicker bat die neugewählte indische Regierung, sich bei den Vereinten Nationen gegen die Apartheid einzusetzen – die daraufhin eingesetzte Kommission je eines Vertreters aus Indien, Südafrika und Pakistan blieb jedoch wirkungslos, da sich Südafrika gegen das Vorgehen sperrte. Die UN-Generalversammlung setzte 1952 eine weitere Kommission zur Untersuchung der Lage ein. Indiens Reaktionen auf die damaligen Verhältnisse in Südafrika sind als Indian dispute with South Africa bekannt geworden.
Naicker wurde mehrfach inhaftiert; so wurde er 1948 zu sechs Monaten schwerer Zwangsarbeit unter dem Immigration Regulation Act verurteilt. In einer nach der Haftentlassung gehaltenen Rede forderte er die Gründung einer allen Bevölkerungsgruppen offenstehenden United Democratic Front. 1951 erließen die Apartheidsbehörden auf Basis des Suppression of Communism Act gegen ihn eine Bannungsverfügung, obwohl er kein Kommunist war. 1952 gehörte Naicker zu den führenden Organisatoren der Defiance Campaign, die vor allem von ANC und SAIC getragen wurde. Erneut wurde er verhaftet, nachdem er zusammen mit 21 Schwarzen einen für Weiße reservierten Wartesaal betreten hatte. Er nahm an den Planungen zur Verabschiedung der Freiheitscharta teil. Im Dezember 1954 eröffnete Naicker die Jahresversammlung des ANC, nachdem Albert Luthuli vom ANC dies im Oktober beim SAIC-Treffen getan hatte. 1955 und 1956 war Naicker, ebenso wie 1961, Präsident des SAIC. 1956 gehörte er zu den 156 Angeklagten im Treason Trial; die Anklage gegen ihn ließ man aber 1958 fallen. 1956 bis 1973 war er fast durchgehend gebannt. Nach der Verhängung des Ausnahmezustands im April 1960 ging er bis September als muslimischer Geistlicher verkleidet in den Untergrund. 1966 wurde Naickers Haus im Durbaner Stadtteil Morningside aufgrund des Group Areas Act zwangsweise geräumt. Obwohl er körperlich geschwächt war, führte er 1977 das Anti-South African Indian Council Committee, kurz Anti-SAIC, an, das gegen die wirkungsarme Vertretung der Inder im Apartheidsystem eintrat.
1978 starb Naicker nach einer kurzen Krankheit im St Aidens Mission Hospital in Durban.

## Ehrungen
- 2007 wurde Naicker postum der Order of Luthuli in Silber verliehen.[3]
- Eine Straße in Durbans Innenstadt heißt Monty Naicker Road.